# تیدیب
تیدیب (به روسی: Тидиб) دهکده‌ای است در شهرستان شامیل در جمهوری داغستان روسیه. این دهکده مرکز اداری سلساویت (شورای دهستان) دهستان تیدیب است. ارتفاع تیدیب از سطح دریا ۱۷۸۱ متر است و طبق آمار سال ۲۰۰۸ جمعیت این دهکده ۱۰۷۳ نفر می‌باشد. مردمان این دهکده از قومیت آوار هستند.

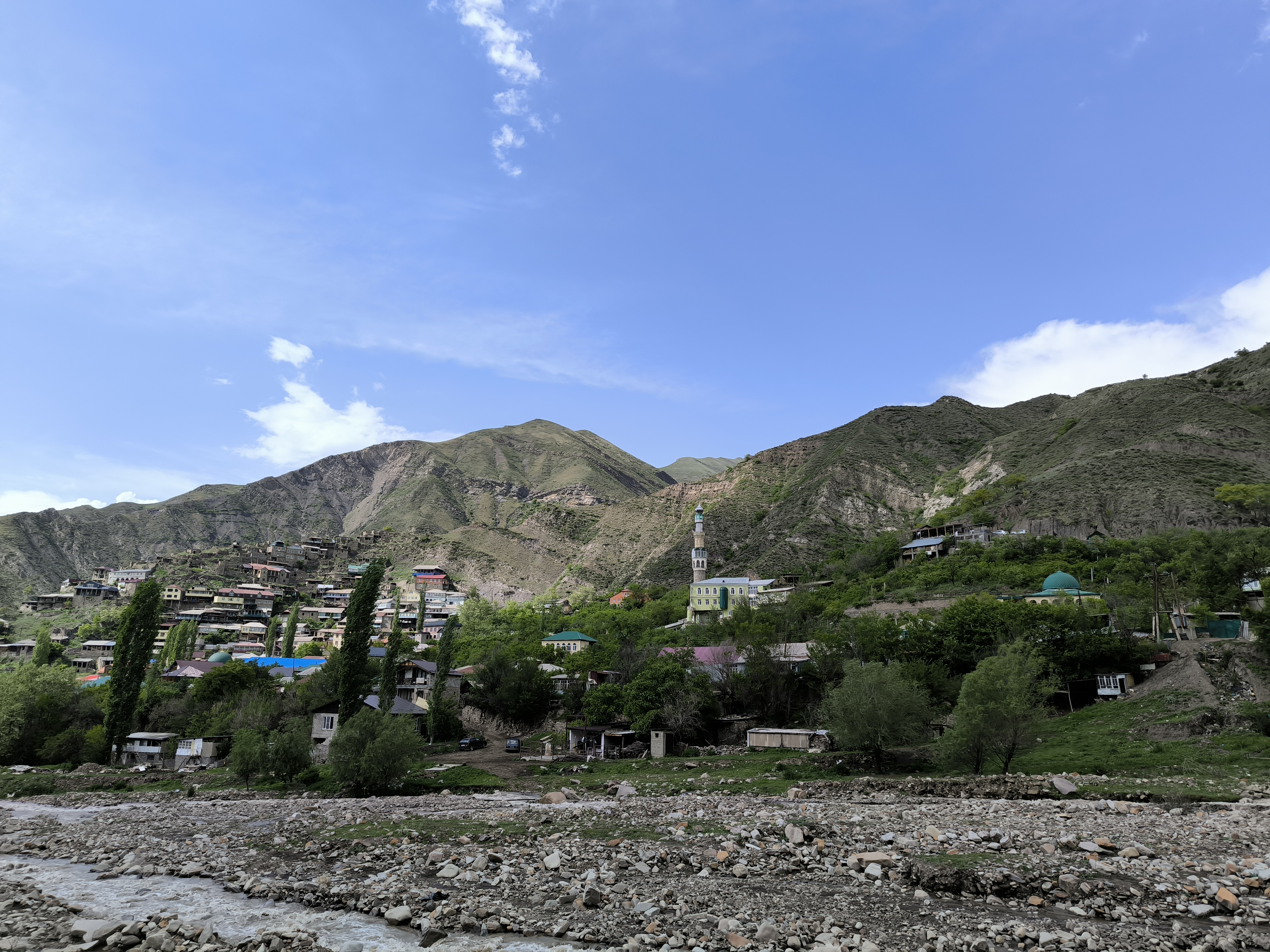
تصویری از تیدیب